# Smiling Friends
Smiling Friends — австралійсько-американський анімаційний телесеріал для дорослих, створений Заком Гаделом і Майклом Кьюсаком для нічного програмного блоку Adult Swim від Cartoon Network.Сюжет розповідає про невелику компанію, яка займається тим, щоб змушувати людей посміхатися. 

## Показ
Пілотний епізод вийшов в ефір 1 квітня 2020 року в рамках щорічної першоквітневої події Adult Swim разом з іншою роботою Кьюсака, YOLO: Crystal Fantasy, і відразу ж став хітом. 19 травня 2021 року Adult Swim і творці шоу оголосили, що серіал отримав зелене світло разом з Royal Crackers і що його прем'єра запланована пізніше 2021 року Перший сезон містить 8 епізодів, включаючи пілотну. Під час Adult Swim Festival 12 листопада 2021 року відбулася панель, присвячена серіалу, на якому співавтор Зак Гадель зазначив, що прем'єра шоу відбудеться «протягом кількох місяців», перенісши розклад виходу на 2022 рік Прем'єра першого сезону відбулася 10 січня 2022 року, коли Adult Swim транслювали всі серії сезону за одну ніч, незважаючи на початкові плани щодо щотижневого випуску. Smiling Friends отримав визнання як глядачів, так і критиків за його характеристику, гумор, текст та інтеграцію змішаних медіа, включаючи 3D-анімацію, зупинку та живі дії .

## Сюжет
Smiling Friends Inc. — невелика компанія, місія якої — дарувати щастя світу. Серіал розповідає про повсякденне життя та нещастя його представників — цинічного Чарлі та веселого, оптимістичного зіркового співробітника Піма — коли вони намагаються допомогти проблемним людям, які телефонують на гарячу лінію своєї компанії, хоча це завдання зазвичай виявляється складнішим. ніж очікувалося через часто глибоку природу проблем їхніх клієнтів.

## Актори

### Головні
- Майкл К'юсак у ролі Піма / Алана / Містера Жабки / Сестри Піма / Мами Піма / тата Піма / різних приправ / Пакети кетчупів / Перець / Грим / Відьма / Рожевий демон / Доставник MeepEats / Лукас Чудовий
- Зак Гадель в ролі Чарлі Домплера / Глеп / Мама Десмонда / Бабуся Чарлі / Божевільний персонаж на телебаченні / Різні Bliblies / Salt / Century Egg / Mip / Gnarly / DJ Spit / Mr. Peanut / Ronald Reagan / Satan
- Марк М. — Містер Бос

### Другорядні
- Девід Дор — партійний брат / Лісовий демон
- Мік Лауер у ролі Жука / Старого в спортзалі / Божевільної чашки / Ельфа / додаткових голосів
- Еріка Ліндбек в ролі помічника / Дженніфер / Пакет гірчиці / Принцеса / Чарівниця
- Кріс О'Ніл у ролі Батька на прослуховуванні / Сморму / додаткові голоси
- Ганс ван Харкен — Рекс / Джиммі Феллон / додаткові голоси
- Родріго Уерта в ролі Джейкоба Гобліна / додаткові голоси
- Джошуа Томар — кентавра / дідуся Глепа / копа / додаткові голоси
- Моніка Франко — дівчина Чарлі

### Гості
- Майк Стокласа в ролі Десмонда / Quick Live Action Shot
- Фінн Вулфард у ролі Людини, яка живе в стіні / різні принади
- Нік Вулфхард в ролі Грема Неллі / різні Bliblies
- Том Фулп — Альфа
- Перрі Каравелло — Саймон С. Солті
- Джейн Бедлер — ведуча шоу знаменитостей
- Лайл Рат — містер Людина
- Девід Ферт у ролі Креветки
- Chills як клієнт кав'ярні
- Джим Кнобелох — ведучий таємничого шоу
- Клайд Борейн — поліцейський
- Гаррі Партрідж у ролі диктора Smormu / Змастіть розмовну калюжу жиру / 3D Squelton
- Гілберт Готфрід як Бог
- Джеймс Рольф у ролі швидкого живого бойовика

Творець Сонічу Крістін Вестон Чендлер (Кріс-Чан) розглядалася на роль Змастіть розмовну калюжу жиру, але побоювання щодо витоку серіалу в результаті призвели до того, що вони відклали запис реплік персонажа майже до кінця виробництва, до цього моменту їхній бюджет на «епізодичні» ролі закінчилися. YouTube-аніматор Гаррі Партрідж зрештою доповнив, хоча й створив враження від голосу Кріса-Чана.